# Spirostreptus asthenes
Spirostreptus asthenes är en mångfotingart som beskrevs av Pocock. Spirostreptus asthenes ingår i släktet Spirostreptus och familjen Spirostreptidae. Inga underarter finns listade i Catalogue of Life.